# DEFB108B
DEFB108B (англ. Defensin beta 108B) – білок, який кодується однойменним геном, розташованим у людей на 11-й хромосомі. Довжина поліпептидного ланцюга білка становить 73 амінокислот, а молекулярна маса — 8 326.
| 10         |  | 20         |  | 30         |  | 40         |  | 50         |
| ---------- |  | ---------- |  | ---------- |  | ---------- |  | ---------- |
| MRIAVLLFAI |  | FFFMSQVLPA |  | RGKFKEICER |  | PNGSCRDFCL |  | ETEIHVGRCL |
| NSQPCCLPLG |  | HQPRIESTTP |  | KKD        |  |            |  |            |

A: Аланін

C: Цистеїн

D: Аспарагінова кислота

E: Глутамінова кислота

F: Фенілаланін

G: Гліцин

H: Гістидин

I: Ізолейцин

K: Лізин

L: Лейцин

M: Метіонін

N: Аспарагін

P: Пролін

Q: Глутамін

R: Аргінін

S: Серин

T: Треонін

Кодований геном білок за функціями належить до антибіотиків, антимікробних білків. 
Секретований назовні.